# Geographia Polonica
Geographia Polonica – czołowe polskie geograficzne czasopismo naukowe (kwartalnik) wydawane od 1964 w Warszawie w języku angielskim przez Instytut Geografii Polska Akademia Nauk. W czasopiśmie przeważają materiały z konferencji naukowych, numery specjalne przygotowane na kongresy Międzynarodowej Unii Geograficznej lub informujące o udziale Polaków w międzynarodowych programach badawczych (np. Global Change). Redaktorami naczelnymi byli m.in. Stanisław Leszczycki, Jerzy Kostrowicki oraz Piotr Korcelli. Od 2012 czasopismo redaguje Marek Więckowski. 